# Albert Schipke
Albert Schipke (* 2. März 1885 in Berlin; † unbekannt) war ein deutscher Radrennfahrer.

## Sportliche Laufbahn
Schipke war im Bahnradsport aktiv. Bis 1905 bestritt er überwiegend Rennen im Sprint. Danach wurde seine Spezialdisziplin das Steherrennen. Zunächst fuhr er mit seinem Bruder als Schrittmacher und wurde 1905 Berufsfahrer. Sein erster Sieg gelang ihm 1905 beim Kleinen Goldenen Rad von Magdeburg. Später fuhr er hinter dem bekannten Schrittmacher Willi Heßlich. Bei den Europameisterschaften im Steherrennen 1909 wurde er Zweiter hinter Paul Guignard. 1911 wurde er Vizemeister in Deutschland im Steherrennen hinter Peter Günther. Er gewann eine Reihe traditionsreicher Rennen, so 1905 und 1907 das Goldene Rad von Berlin, den Großen Preis von Deutschland 1907, den Großen Preis von Hannover 1910, das Goldene Rad von Chemnitz 1911 und weitere Rennen in Deutschland bis 1918. Sein Start an den Bahnradsport-Weltmeisterschaften 1914 wurde durch den Ersten Weltkrieg verhindert.